# Dreamgirls (film)
Dreamgirls is een Amerikaanse muziekfilm uit 2006 onder regie van Bill Condon. De productie is een verfilming van de gelijknamige musical die op 20 december 1981 in première ging in het Imperial Theatre op Broadway. De film is lichtelijk gebaseerd op de band The Supremes (Florence Ballard, Mary Wilson, Diana Ross). 
Het verhaal gaat over een Afro-Amerikaanse meidengroep in het Detroit van eind jaren zestig. Dit trio heet in de film 'The Dreamettes', maar stelt in werkelijkheid The Supremes voor.
Dreamgirls won de Oscars voor beste bijrolspeelster (Jennifer Hudson) en beste Sound Mixing en werd genomineerd voor die voor beste bijrolspeler (Eddie Murphy), beste art direction, beste kostuums en drie keer voor beste voor een film geschreven lied (voor Listen, Love You I Do en Patience). Daarnaast won de film vijftig andere prijzen, waaronder Golden Globes voor beste bijrolspeelster (Hudson) en beste bijrolspeler (Murphy), een BAFTA Award voor beste bijrolspeelster (Hudson) en een Grammy Award voor beste voor een film geschreven lied (voor Love You I Do).

## Verhaal

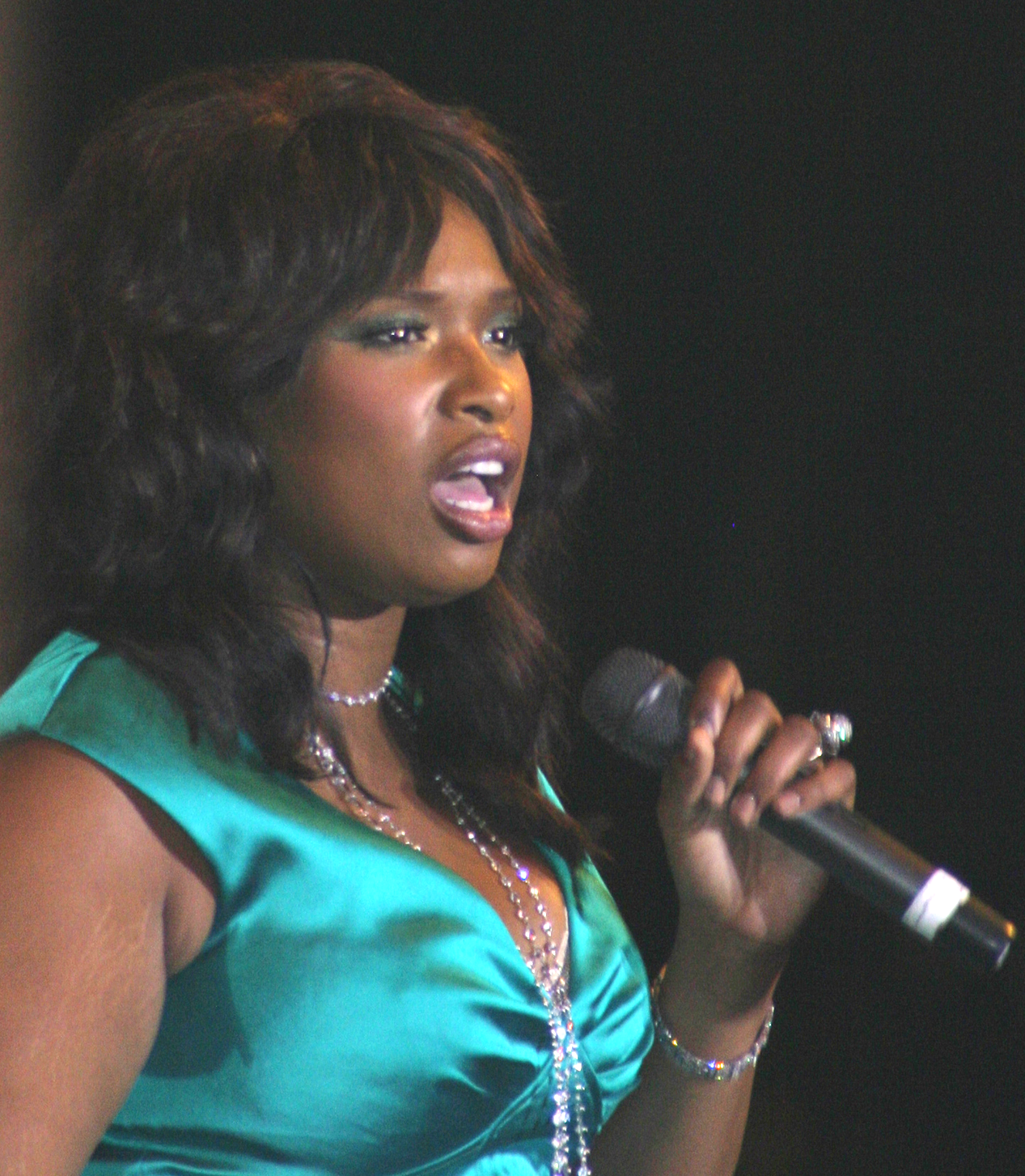
Jennifer Hudson kreeg een Oscar voor Beste Vrouwelijke Bijrol

Vriendinnen Effie White, Deena Jones en Lorrell Robinson uit Chicago vormen samen het veelbelovende zangtrio The Dreamettes. Samen met hun songwriter C.C. White trekken ze naar New York voor een talentenjacht. De dames winnen niet, maar trekken wel de aandacht van een ambitieuze manager. Ze kunnen aan de slag als achtergrondzangeressen bij James ‘Thunder’ Early. Dankzij hun gehaaide manager groeien de vriendinnen al gauw zelf uit tot echte sterren. Hij schaaft de groep bij, bewerkstelligt de overstap van rhythm-and-blues naar het lucratieve popwereldje en vervangt leadzangeres Effie door de veel knappere Deena. Zo worden The Dreamettes The Dreams, een meer verfijnde groep met een lichter geluid en een chiquere look, die ook een blank en een internationaal publiek aanspreekt. Het geld en de roem blijken geen garantie voor geluk.

## Rolverdeling
- Jamie Foxx - Curtis Taylor Jr.
- Beyoncé Knowles - Deena Jones
- Eddie Murphy - James 'Thunder' Early
- Danny Glover - Marty Madison
- Jennifer Hudson - Effie White
- Anika Noni Rose - Lorrell Robinson
- Keith Robinson - C.C. White
- Sharon Leal - Michelle Morris
- Loretta Devine - Jazz-zangeres
- John Lithgow - Jerry Harris
- John Krasinski - Sam Walsh
- Alexander Folk - Ronald White
- Esther Scott - Aunt Ethel
- Dawnn Lewis - Melba Early
- Jaleel White - Talent-booker
- JoNell Kennedy - Joann
- Ivar Brogger - David Bennett
- Cleo King - Janice
- Robert Cicchini -  Nicky Cassaro